# Somogyaracs
Somogyaracs is een plaats (község) en gemeente in het Hongaarse comitaat Somogy. Somogyaracs telt 232 inwoners (2001).